# American Journal of Clinical Dermatology
Das American Journal of Clinical Dermatology, abgekürzt Am. J. Clin. Dermatol., ist eine wissenschaftliche Fachzeitschrift, die vom ADIS-Verlag veröffentlicht wird. Die Zeitschrift erscheint mit sechs Ausgaben im Jahr und veröffentlicht Arbeiten aus dem Bereich der Dermatologie.
Der Impact Factor lag im Jahr 2014 bei 2,725. Nach der Statistik des ISI Web of Knowledge wird das Journal mit diesem Impact Factor in der Kategorie Dermatologie an 13. Stelle von 62 Zeitschriften geführt.